# نهر ريدوود

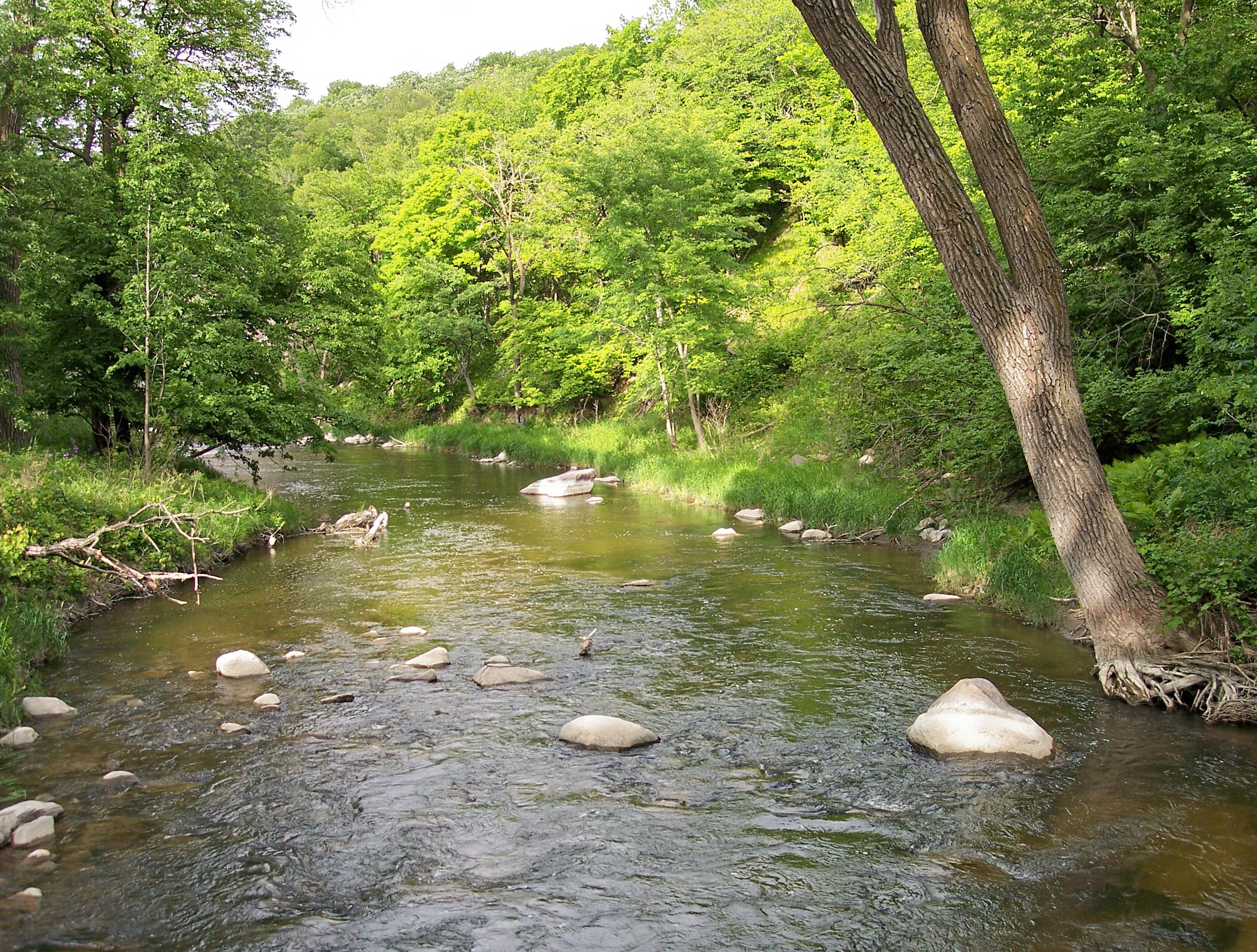
صورة لجزء من نهر ريدوود.

نهر ريدوود هو أحد روافد نهر مينيسوتا، 127 ميل (204 كـم) جنوب غرب ولاية مينيسوتا في الولايات المتّحدة. عبر نهر مينيسوتا، وهو جزء من مستجمع مياه نهر المسيسيبي، حيث يستنزف مساحة قدرها 705 ميل مربع (1,830 كـم2) في منطقة زراعيّة. يُعتقد أنّ اسم النهر يشير إلى اللحاء المحمر لقرانيا الخشب الّذي ينمو على طول مجاري المياه في المنطقة.

## نظرة عامة

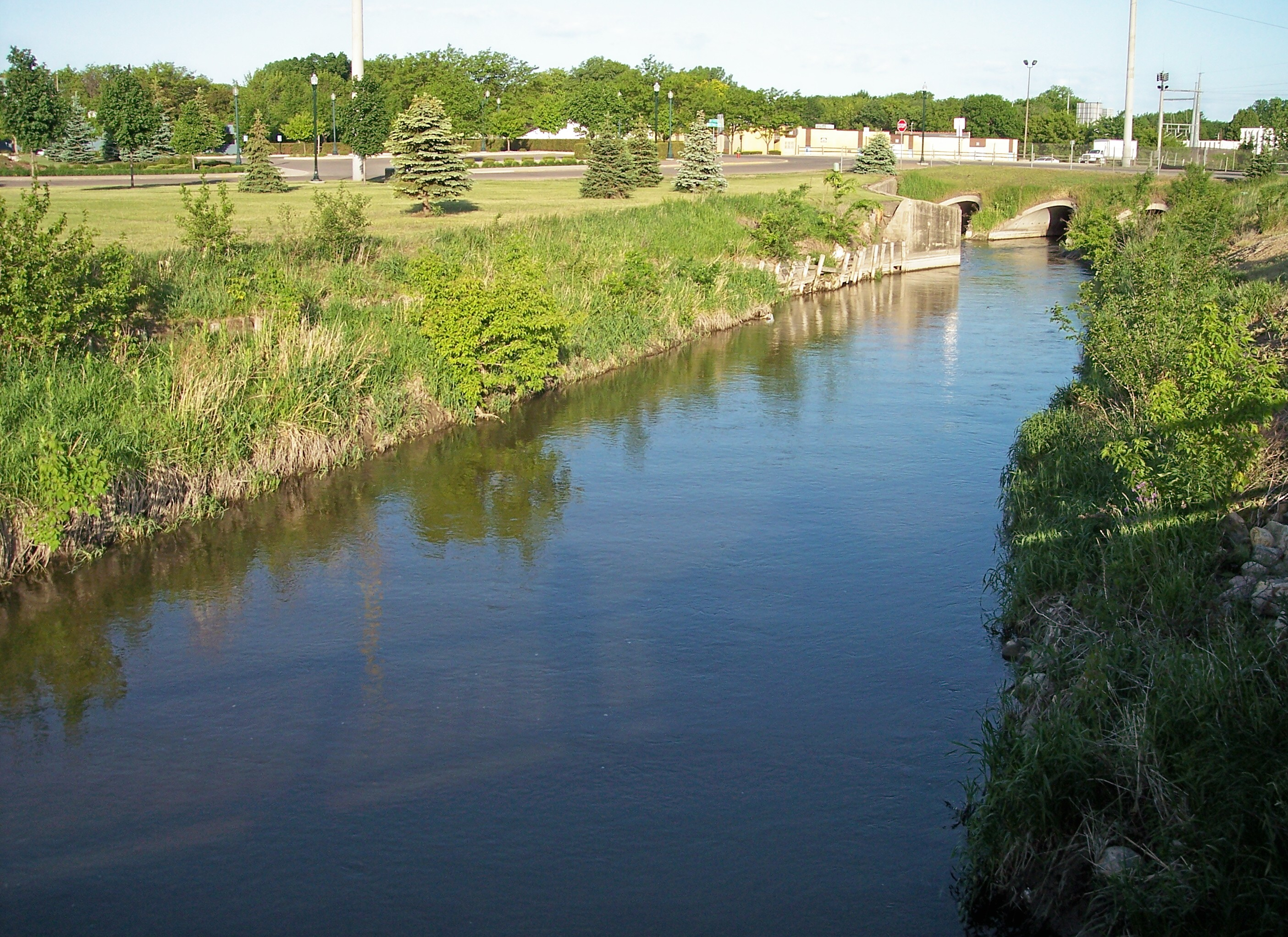
نهر ريدوود باتجاه نهر مارشال.

تقع منابع نهر ريدوود في بلدة إيتنا في شمال شرق مقاطعة بايبستون، على بعد حوالي أربعة ميل (6.4 كـم) غرب روثتون، على كوتو دي البراري، وهي هضبة مورينية تقسم مستجمعات المياه في نهر المسيسيبي ونهر ميسوري. يتدفق في البداية شرقًا كتيار متقطع، عبر روثتون وإلى الشمال الغربي من مقاطعة موراي، ثمّ شمالًا إلى مقاطعة ليون، حيث يتجه نحو الشّمال الشّرقي ويتدفّق عبر راسل وليند ومارشال. بين راسل ومارشال، يتدفّق النّهر قبالة كوتو في وادي مشجر، ويهبط بمقدار 300 قدم (91 م) في 15 ميل (24 كـم)، تقع حديقة كامدن الحكومية على طول هذا الجزء من النّهر.
في اتجاه مجرى نهر مارشال، يتدفّق نهر ريدوود عبر سهل مسطّح ويتّجه شرقًا إلى مقاطعة ريدوود، ويمر بفيستا وسيفورث؛ تمّ تقويم أجزاء من النّهر في هذا الامتداد لتشكّل خنادق زراعية. في ريدوود فولز، مقر مقاطعة ريدوود، يدخل النهر إلى الوادي المشجر لنهر مينيسوتا، ويهبط 100 قدم (30 م) في واحد ميل (1.6 كـم) فوق حواف الجرانيت في متنزه ألكسندر رامزي سيتي. يتدفّق إلى ولاية مينيسوتا بعد وقت قصير من مجرى المدينة.
كان السّد الّذي يشكّل بحيرة ريدوود في ريدوود فولز يستخدم سابقًا لتوليد الطاقة الكهرومائية . تتم صيانته حاليًا للحفاظ على البحيرة للاستخدام الترفيهي.  
تشمل الرّوافد الرّئيسية لنهر ريدوود كون كريك، 37 ميل (60 كـم) والذي يتدفّق من بحيرة بنتون في مقاطعة لينكولن غربًا إلى راسل في مقاطعة ليون؛ ثري مايل كريك، 50 ميل (80 كـم) الّذي يرتفع في مقاطعة لينكولن ويتدفّق باتّجاه الشّمال الشّرقي والجنوب الشّرقي عبر مقاطعة ليون، وينضم إلى نهر ريدوود في اتجاه مجرى نهر مارشال؛ ورمزي كريك، 10 ميل (16 كـم) والذي يتدفّق فوق شلال في متنزه رامزي سيتي في ريدوود فولز. 
يتم استخدام ما يقرب من 82٪ من الأراضي في مستجمع مياه نهر ريدوود للزراعة، في المقام الأوّل لزراعة الذّرة وفول الصويا. وتم تحويل مئات الأميال من الجداول في مستجمعات المياه إلى خنادق زراعية، مما أدّى لتعطيل الموائل وتقليل قدرة الأرض على امتصاص الفيضانات.

## معدل المد و الجزر
عند مقياس تيار المسح الجيولوجي بالولايات المتّحدة بالقرب من ريدوود فولز، 8.5 ميل (13.7 كـم) أعلى المنبع من مصب النّهر، بلغ متوسّط التّدفق السنوي للنهر بين عامي 1909 و2005 153 قدم مكعب في الثانية (4 م³/ث ). وكان أعلى تدفّق مسجّل خلال هذه الفترة هو 19,700 قدم مكعب / ثانية (558 متر مكعب/ ثانية) في 18 من شهر يونيو 1957. تمّ تسجيل قراءات الصّفر في أيام عديدة في عامي 1940 و1959.
عند مقياس المنبع بالقرب من مارشال، كان متوسّط التّدفق السّنوي بين عامي 1940 و2005 يبلغ 69.5 قدم مكعب لكل ثانية (2 متر مكعب/ ثانية). وكان أعلى تدفق مسجّل خلال هذه الفترة هو 6,380 قدم مكعب/ ثانية (181 متر مكعب/ ثانية) في 9 من شهر مايو 1993. تم تسجيل قراءات الصّفر في أيام عديدة خلال عدة سنوات.

## روابط خارجية
- أنهار.| ضبط استنادي | - ملف الضبط الاستنادي الافتراضي الدَّولي (VIAF) |